# USS Los Angeles (SSN-688)
El USS Los Angeles (SSN-688) es un submarino nuclear de la Armada de los Estados Unidos, líder de su clase y el tercer buque en ser nombrado en honor a Los Ángeles, California. El contrato para su construcción fue adjudicado a Newport News Shipbuilding de Newport News, Virginia, el 8 de enero de 1971, su quilla fue puesta en grada un año después. Fue botado el 6 de abril de 1974 amadrinado por Anne Armstrong, y asignado el 13 de noviembre de 1976 con el capitán John E. Christensen al mando. Recibió al presidente Jimmy Carter y a la primera dama el 27 de mayo de 1977 para una demostración de sus capacidades en el mar. En 2007 era el submarino más antiguo en servicio activo de la Armada de Estados Unidos. El USS Los Angeles fue dado de baja el 23 de enero de 2010, en el puerto de Los Ángeles, en Los Ángeles, California, ciudad por la que recibió su nombre. La cámara de oficiales del submarino más antiguo de la flota lleva a bordo el tablero personal de cribbage de Richard O'Kane, y tras la desactivación del USS Los Angeles este fue transferido al siguiente submarino más antiguo, el USS Bremerton (SSN-698).

## Despliegues

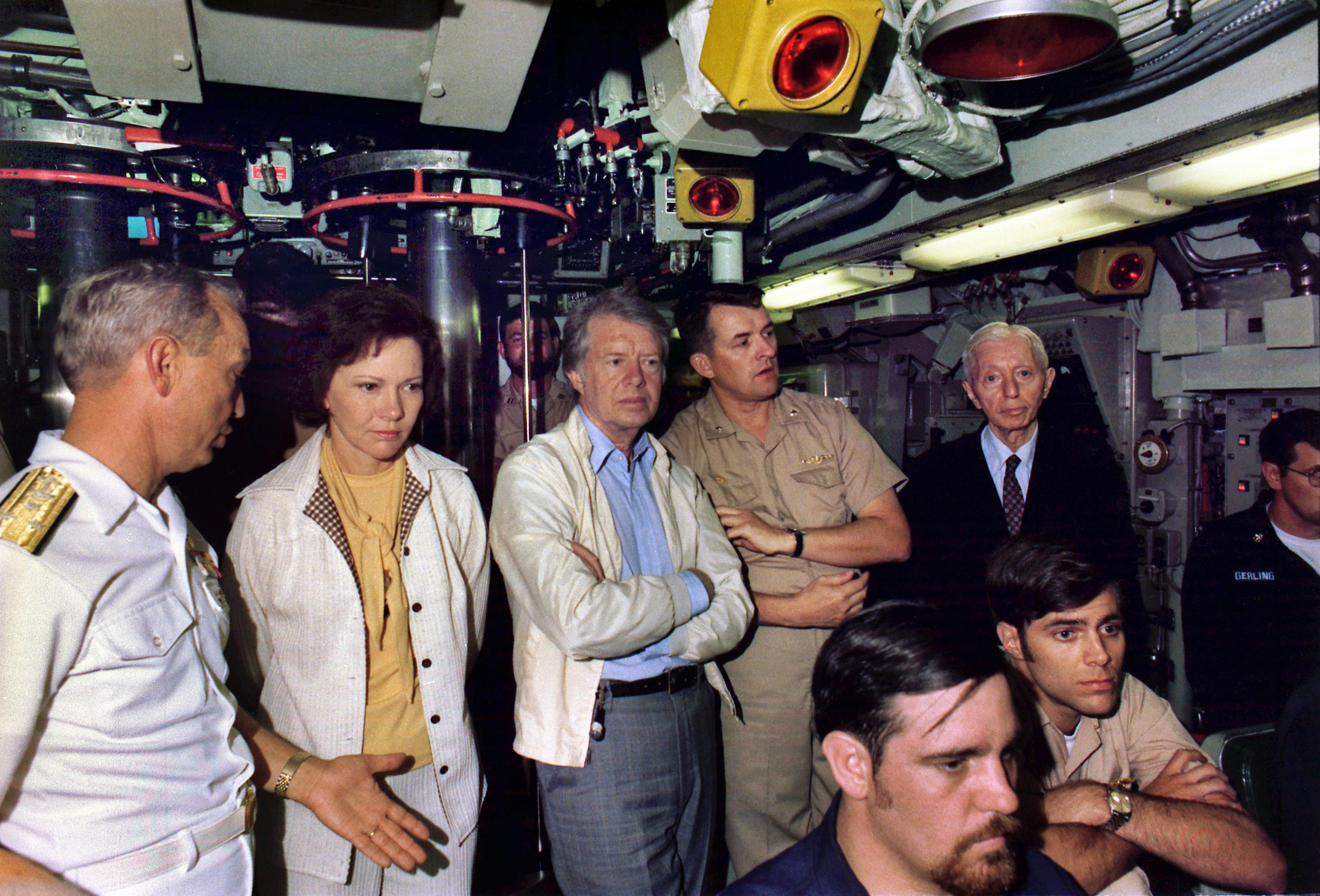
(De izquierda a derecha) Almirante Rickover, Rosalynn Carter y Jimmy Carter (izquierda) a bordo del submarino USS Los Angeles al poco de su puesta en servicio

El USS Los Angeles hizo su primer despliegue operativo hasta el mar Mediterráneo en el año 1977. En 1978 fue trasladado a la flota del Pacífico y asignado a la escuadrilla submarina 7, basada en Pearl Harbor. Realizó 17 despliegues al Pacífico durante los siguientes 32 años. Participó en cuatro ejercicios multinacionales (RIMPAC), y visitó varios puertos extranjeros en Italia, Filipinas, Diego García, Hong Kong, Mauricio, Australia, Japón, Corea del Sur, Canadá y Singapur.
En 1999, bajo el mando de Mark D. Jenkins, el USS Los Angeles fue modificado para llevar un refugio seco en cubierta (Dry Deck Shelter o DDS). Sus capacidades eran guerra submarina, guerra de superficie, guerra de ataque, operaciones de minado, despliegue de fuerzas especiales, reconocimiento, apoyo y escolta al grupo de batalla de portaaviones, y recolección de inteligencia.